# Riquelme Peak
Riquelme Peak är en bergstopp i Antarktis. Den ligger i Västantarktis. Argentina, Chile och Storbritannien gör anspråk på området. Toppen på Riquelme Peak är 500 meter över havet, eller 215 meter över den omgivande terrängen. Bredden vid basen är 1,7 km.
Terrängen runt Riquelme Peak är platt söderut, men norrut är den kuperad. Trakten är obefolkad. Det finns inga samhällen i närheten.